# Mystery Train
"Mystery Train" é uma canção escrita e gravada pelo músico de blues norte-americano Junior Parker em 1953. Originalmente cantada no estilo de Memphis blues ou R&B, a canção foi inspirada em canções anteriores, e mais tarde tornou-se uma popular canção de rockabilly, com gravações feitas por Elvis Presley e outros.

## Versão de Elvis Presley
A versão de Elvis Presley de "Mystery Train" foi lançada pela primeira vez em 20 de agosto de 1955, como lado B de "I Forgot to Remember Forget". Em 2003, a revista Rolling Stone classificou-a na posição de número 77 em sua lista das 500 Maiores Canções de Todos os Tempos. Sam Phillips, da Sun Studios, novamente produziu a gravação, e incluiu Presley nos vocais e na guitarra, Scotty Moore na guitarra principal e Bill Black no baixo. Para a versão de "Mystery Train" de Presley, Scotty Moore pegou emprestado o riff de guitarra de "Love My Baby" (1953), de Junior Parker, tocado por Pat Hare.
Junto com "I Forgot to Remember Forget", o single alcançou o Top 10 na parada country da Billboard.
A RCA Victor relançou esta gravação em novembro de 1955 (#47-6357), depois de adquiri-la como parte de um acordo com Presley. Esta edição da canção atingiu o número 11 na Parada Country da Billboard. Naquele mesmo mês, a RCA Victor também lançou uma versão pop da canção, gravada pelo The Turtles (não confundir com o grupo pop dos anos 1960, The Turtles), com apoio de Hugo Winterhalter e sua orquestra (47-6356).
"Mystery Train" é atualmente considerada um "clássico duradouro". Esta foi a primeira gravação a fazer de Elvis Presley uma estrela da música country conhecida nacionalmente. Black, que tivera sucesso com o frupo Bill Black Combo, disse uma vez a um visitante à sua casa em Memphis, quando apontou para um disco de vinil emoldurado de "Mystery Train" na parede, "Isso é que é gravação". A versão de Presley foi classificada como a terceira canção mais aclamada de 1955, pelo site Acclaimed Music. Esteve presente na lista das 500 melhores canções de todos os tempos da revista Rolling Stone.